# 黄平悬钩子
黄平悬钩子（学名：Rubus huangpingensis）是蔷薇科悬钩子属的植物，是中国的特有植物。分布于中国大陆的贵州等地，一般生于生山顶灌木丛中，目前尚未由人工引种栽培。